# 西日本鉄道脇山自動車営業所

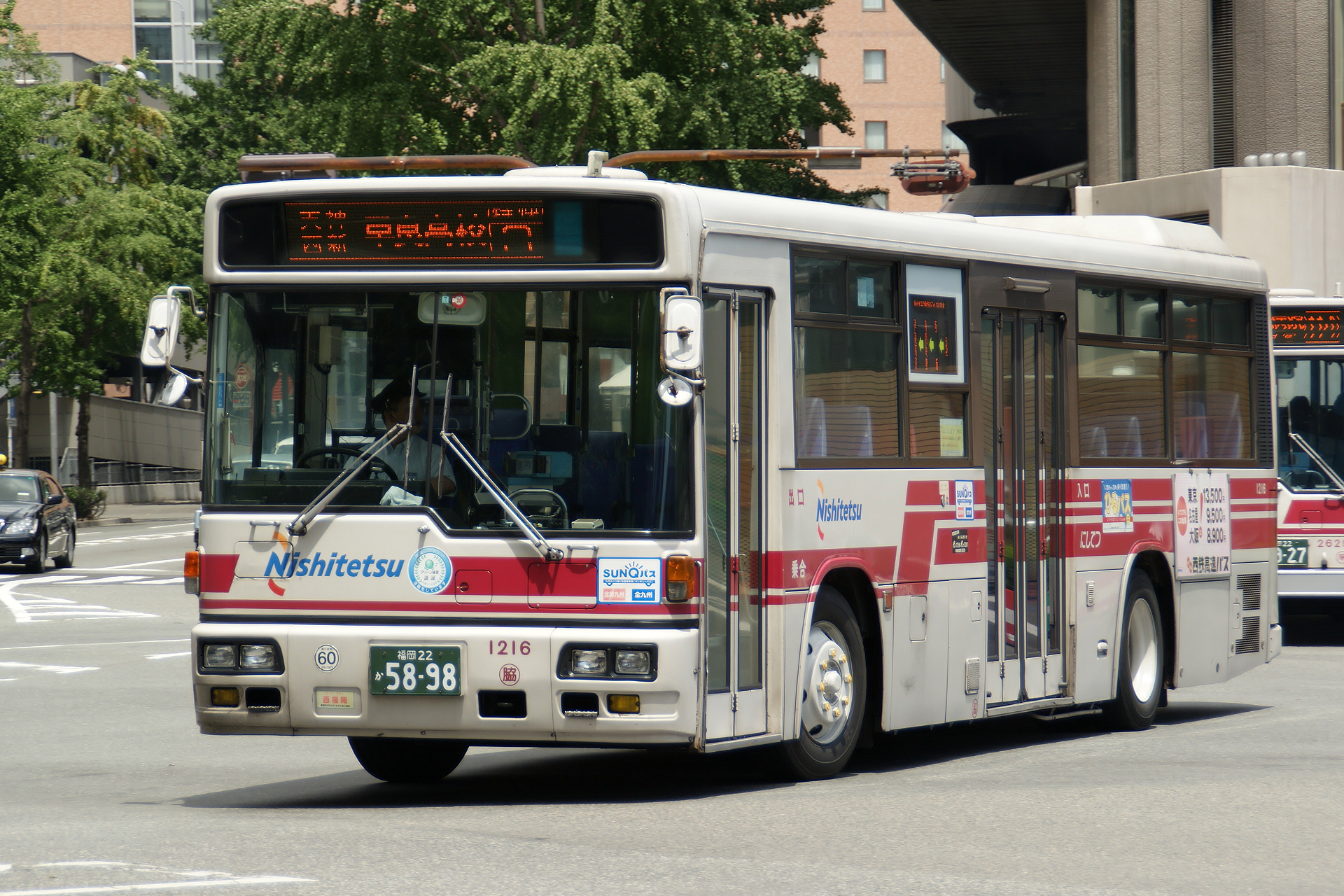
脇山自動車営業所所属車両

脇山自動車営業所（わきやまじどうしゃえいぎょうしょ）はかつて存在した西日本鉄道のバス営業所の一つで、主に福岡市都心部と早良区南部を結ぶ路線を担当していた。統合した早良営業所と共同運行した路線が多かった。
2010年6月25日をもって営業を終了し、同年7月1日に早良自動車営業所へ統合された。6月26日から30日までの間は、脇山営業所名義の職員・車両が早良営業所で営業していた。
以下、廃止直前について記す。

## 所在地
福岡県福岡市早良区大字小笠木字中坪983の1
- 最寄バス停：早良高校前

## 沿革
- 1996年（平成8年）9月1日 - 早良営業所脇山営業区として新設（野田車庫を営業区とする）。
- 2000年（平成12年） - 脇山自動車営業所となる。
- 2010年（平成22年）
  - 6月25日 - 営業終了。
  - 7月1日 - 早良自動車営業所へ統合。
- 2014年（平成26年）1月29日 - 跡地に西鉄が太陽光発電パネル（出力500kW）を設置[1]。

## 管轄路線
現在、これらの路線は全て早良営業所が運行している（ただし、脇山（早良高校）線は早良営業所の脇山（陽光台）線と統合し、脇山線として運行）。早良営業所は統廃合前は都心循環線を運行していなかった。早良（城南）博多駅線については、統廃合前から同営業所が担当していた。

### 脇山（早良高校）線
- ■□ 3

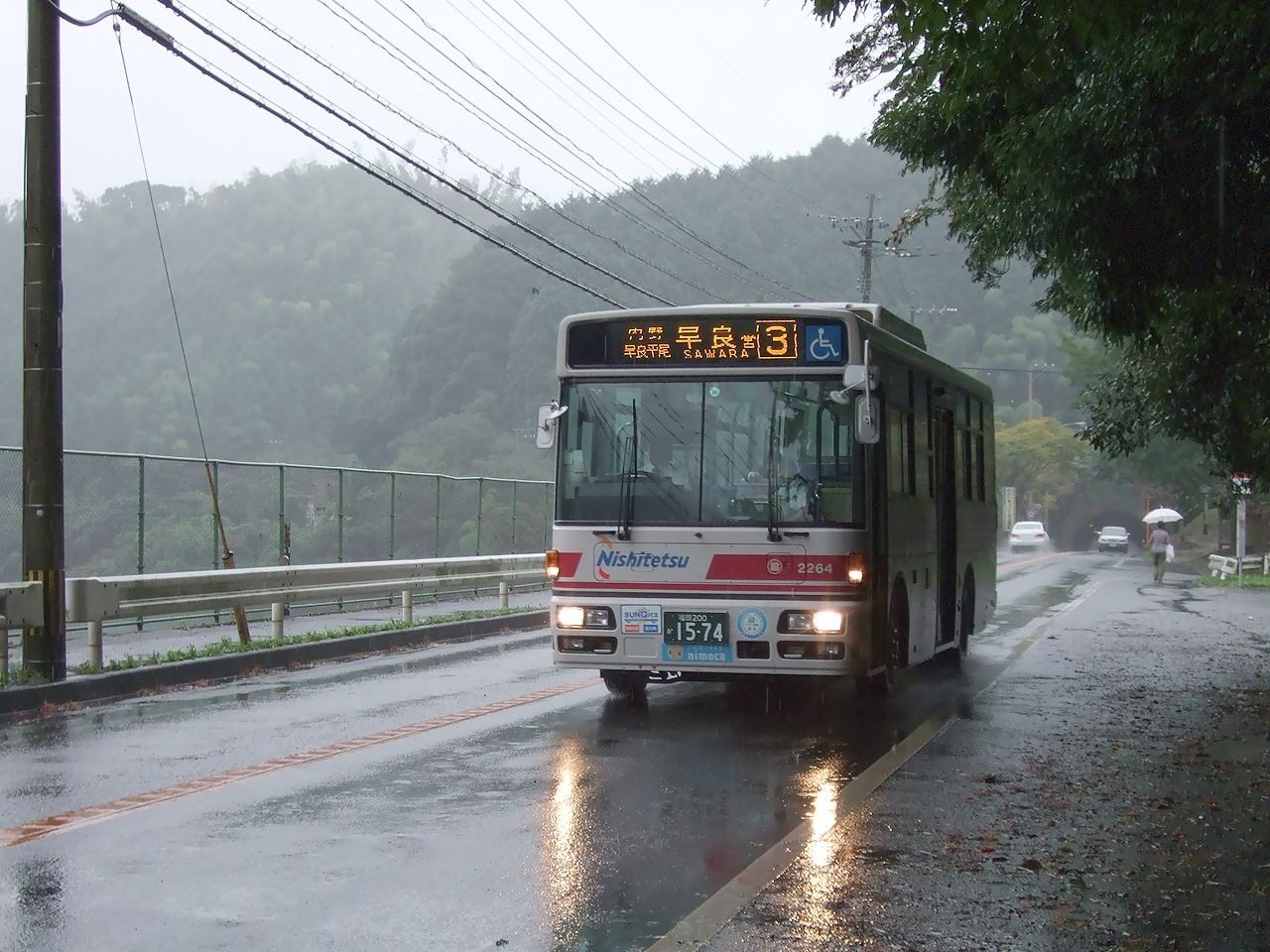
曲渕ダム付近（大谷口 - 曲渕間）

  - 博多駅交通センター - 呉服町 - 東中洲 - 天神 - 赤坂門 - 大濠公園 - 西新パレス前 - 脇山口 - 荒江四角 - 飯倉二丁目 - 干隈 - 野芥一丁目 - 早良妙見西口 - 早良営業所 - 早良平尾 - 仙道 - 城の原 - 脇山小学校前 - 早良高校前
  - 博多駅交通センター - 呉服町 - 東中洲 - 天神 - 赤坂門 - 大濠公園 - 西新パレス前 - 脇山口 - 荒江四角 - 飯倉二丁目 - 干隈 - 野芥一丁目 - 早良妙見西口 - 早良営業所 - 早良平尾 - 内野 - 陽光台
  - 博多駅交通センター - 呉服町 - 東中洲 - 天神 - 赤坂門 - 大濠公園 - 西新パレス前 - 脇山口 - 荒江四角 - 飯倉二丁目 - 干隈 - 野芥一丁目 - 早良妙見西口 - 早良営業所 - さわら台団地
  - 博多駅交通センター→呉服町→東中洲→天神 - 赤坂門 - 大濠公園 - 西新パレス前 - 脇山口 - 荒江四角 - 飯倉二丁目 - 干隈一丁目 - 七隈四角 - 福大前
  - 天神 - 赤坂門 - 大濠公園 - 西新パレス前 - 脇山口 - 荒江四角 - 飯倉二丁目 - 野芥一丁目 - 早良妙見東口 - 野芥六丁目 - 西油山ハイツ
  - 西新一丁目→西新パレス前 - 脇山口 - 荒江四角 - 飯倉二丁目 - 干隈 - 野芥一丁目 - 早良妙見西口 - 早寿園前 - 四箇田団地

早良、飯倉地区から西新、天神、博多駅へ明治通経由で行く路線。一部の系統は早良営業所も脇山（陽光台）線として運行していた。2007年3月26日に減便した為か、混雑は増した。このダイヤ改正の時から、日中の博多駅 - 陽光台、早良高校は快速のみとなった。2009年3月23日のダイヤ改正からは脇山担当便も福大前、さわら台団地、西油山ハイツ発着便、さらにその後は土曜・休日の四箇田団地発着便に使用されるようになり、早良高校発着便が西鉄バス百道浜自動車営業所との共同運行となった。
- 福岡タワー南口TNC放送会館 - 医師会館前 - 西南中高前 - 西南学院大学前 - 脇山口 - 荒江四角 - 飯倉二丁目 - 干隈 - 野芥一丁目 - 早良妙見西口 - 早良営業所

大半は早良が担当だったが、数本は脇山が受け持っていた。早良と違ってタワー - さわら台団地便は担当しなかった。
- 西新パレス前 - 脇山口 - 荒江四角 - 飯倉二丁目 - 干隈 - 野芥一丁目 - 早良妙見西口 - 早良営業所 - 早良平尾 - 仙道 - 城の原 - 野田 - 早良高校前

野田経由の早良高校発着は通学路線として設定されており、平日の朝と夕方のみ運転される。かつては野田経由の博多駅行きも運転されていた。この路線も星の原線の間合いとして百道浜営業所が担当する便もある（中型車を使用）。
- 早良営業所 - 早良平尾 - 仙道 - 城の原 - 脇山小学校前 - 谷口 - 一ッ田 - 椎原
- 早良営業所 - 早良平尾 - 内野 - 陽光台 - 上石釜 - 水源地前 - 曲渕
- 早良営業所 - 早良平尾 - 内野 - 陽光台 - 西神の原 - 谷口 - 脇山小学校前 - 谷口 - 一ッ田 - 椎原

椎原・曲渕発着のローカル路線は基本的に中型車が使用される。2009年3月23日より椎原、曲渕発着便は全便脇山営業所担当となった。かつては博多駅・西新パレス（それ以前は福大病院）発着であった。西神の原経由は脇山小学校発着であったが、2008年3月のダイヤ改正で椎原発着になっている。脇山小学校 - 椎原（西神の原経由は谷口 - 脇山小学校 - 椎原）はフリー乗降が可能となっている。また毎年6月には上石釜のほたる鑑賞時期に併せて上石釜発着の臨時便が運転される（2008年以降は早良営業所発着、それ以前は西新パレス発着）。
- ■□ 3特別快速（快速区間　早良営業所前→博多駅）
  - 早良高校前→脇山小学校前→城の原→仙道→早良平尾→早良営業所前→早良妙見西口→野芥三丁目→干隈→飯倉二丁目→荒江四角→脇山口→西新パレス前→赤坂門→天神→呉服町→博多駅

朝の2本のみ博多駅行きのみ運転。2本目は百道浜営業所が担当するため、脇山は1本目のみ担当していた。
- ■□ 3快速（快速区間　博多駅 - 西新パレス前）
  - 博多駅交通センター - 呉服町 - 天神 - 赤坂門 - 西新パレス前 - 脇山口 - 荒江四角 - 飯倉二丁目 - 干隈 - 野芥一丁目 - 早良妙見西口 - 早良営業所 - 早良平尾 - 仙道 - 城の原 - 脇山小学校前 - 早良高校前
  - 博多駅交通センター - 呉服町 - 天神 - 赤坂門 - 西新パレス前 - 脇山口 - 荒江四角 - 飯倉二丁目 - 干隈 - 野芥一丁目 - 早良妙見西口 - 早良営業所 - 早良平尾 - 内野 - 陽光台

博多駅 - 西新パレス前は特別快速として運行。平日の陽光台系統の大半は早良営業所が担当していた。
- □ 3-1快速（快速区間　荒江四角→天神、天神日銀前から2番として運行）
  - 早良高校前→脇山小学校前→城の原→仙道→早良平尾→早良営業所前→早良妙見西口→野芥一丁目→干隈→飯倉二丁目→荒江四角→別府四丁目→中村大学前→別府二丁目→六本松→警固町→法務局前→天神→中洲→蔵本→呉服町→博多駅交通センター
  - 陽光台→内野→早良平尾→早良営業所前→早良妙見西口→野芥一丁目→干隈→飯倉二丁目→荒江四角→別府四丁目→中村大学前→別府二丁目→六本松→警固町→法務局前→天神→中洲→蔵本→呉服町→博多駅交通センター
- ■■ 93
  - 藤崎 - 脇山口 - 荒江四角 - 飯倉二丁目 - 干隈 - 早良妙見西口 - 早寿園前 - 四箇田団地

平日のみ運行。土曜・日祝は3番が西新パレス前 - 四箇田団地間を運行する。脇山担当便は平日の藤崎発着便のみ受け持っていた。

### 早良（城南）博多駅線
- ■□■ 17
  - 扇町←沖学園前 - 扇町 - 山王一丁目 - 駅東三丁目 - 博多駅筑紫口 - 博多駅 - 住吉 - 渡辺通一丁目 - 薬院駅前 - 雙葉学園入口 - 桜坂 - 六本松 - 別府二丁目 - 荒江四角 - 飯倉二丁目 - 干隈 - 野芥一丁目 - 早良妙見西口 - 早良営業所
  - 山王一丁目 - 駅東三丁目 - 博多駅筑紫口 - 博多駅 - 住吉 - 渡辺通一丁目 - 薬院駅前 - 雙葉学園入口 - 桜坂 - 六本松 - 別府二丁目 - 荒江四角 - 飯倉二丁目 - 干隈 - 野芥一丁目 - 早良妙見西口 - 早良営業所 - 早良平尾 - 仙道 - 城の原 - 野田 - 早良高校前
  - 博多駅 - 住吉 - 渡辺通一丁目 - 薬院駅前 - 雙葉学園入口 - 桜坂 - 六本松 - 別府二丁目 - 荒江四角 - 飯倉二丁目 - 干隈 - 野芥一丁目 - 早良妙見西口 - 早良営業所 - 早良平尾 - 平尾新町 - 内野 - 陽光台

早良区南部から六本松・薬院駅を経由して博多駅・山王一丁目・扇町を結ぶ路線。本数は日中1時間あたり平日5本、土日3、4本。早良営業所と共同運行だった。
扇町系統は2010年3月27日改正で減便され、現在は平日の通学時間帯に数往復のみ運行される。扇町系統の早良方面行きの始発停留所は沖学園前で、扇町周辺は片方向循環となっている。
- □■ 17特別快速（快速区間　早良営業所前→住吉）
  - 早良高校前→野田→城の原→仙道→早良平尾→早良営業所前→早良妙見西口→野芥三丁目→干隈→飯倉二丁目→荒江四角→別府四丁目→中村大学前→別府二丁目→六本松→雙葉学園入口→薬院大通→薬院駅前→渡辺通一丁目→住吉→博多駅
  - 陽光台→内野→平尾新町→早良平尾→早良営業所前→早良妙見西口→野芥三丁目→干隈→飯倉二丁目→荒江四角→別府四丁目→中村大学前→別府二丁目→六本松→雙葉学園入口→薬院大通→薬院駅前→渡辺通一丁目→住吉→博多駅→駅東三丁目→山王一丁目

荒江四角→住吉は快速として運行。

### 都心循環線
- ■ 100円循環（内回り）
  - (18)博多駅交通センター（3番のりば）→(17)駅前一丁目→(16)祇園町→(15)奥の堂→(14)呉服町→(13)土居町→(12)川端町・博多座前→(11)東中洲→(10)市役所北口→(9)天神コア前→(8)天神大丸前→(7)天神一丁目→(6)春吉→(5)南新地→(4)キャナルシティ博多前→(3)TVQ前→(2)駅前四丁目→(1)博多駅シティ銀行前

※全停留所記載。番号は停留所番号（2004年11月1日から設定）
土曜・休日のみ担当した。入出庫は3番で行われていた。
博多営業所・吉塚営業所・桧原営業所・那珂川営業所・宇美営業所・金武営業所・壱岐営業所・千代営業所との共同運行だった（廃止時点。ただし金武・壱岐・早良は土曜日・日祝日のみの運行）。

## 廃止以前の路線
- ■□ 3特別快速（快速区間　全区間）
  - 博多駅交通センター - 呉服町 - 天神 - 赤坂門 - 西新パレス前 - 脇山口 - 荒江四角 - 飯倉二丁目 - 干隈 - 野芥三丁目 - 早良妙見西口 - 早良営業所

2000年8月1日運行開始。早良営業所と共同運行であった。しかし、2005年の地下鉄七隈線開業の影響もあり2007年3月26日のダイヤ改正で廃止となった。
- ■□ 3特別快速（快速区間　博多駅 - 早良営業所）
  - 博多駅交通センター - 呉服町 - 天神 - 赤坂門 - 西新パレス前 - 脇山口 - 荒江四角 - 飯倉二丁目 - 干隈 - 野芥三丁目 - 早良妙見西口 - 早良営業所 - 東入部 - 早良平尾 - 仙道 - 城の原 - 脇山小学校前 - 栗尾 - 早良高校前
  - 博多駅交通センター - 呉服町 - 天神 - 赤坂門 - 西新パレス前 - 脇山口 - 荒江四角 - 飯倉二丁目 - 干隈 - 野芥三丁目 - 早良妙見西口 - 早良営業所 - 東入部 - 早良平尾 - 平尾新町 - 内野 - 陽光台

2005年11月1日より上記の早良営業所発着の特別快速を平日の朝と夕方のみ延長する形で運行開始。2007年3月26日のダイヤ改正で、特別快速は平日朝博多駅行きのみの運行となり、それ以外は快速に格下げされた。
- ■□ 3
  - 博多駅交通センター - 祇園町 - 呉服町 - 土居町 - 東中洲 - 天神 - 西鉄グランドホテル前 - 赤坂門 - 大手門 - 西公園 - 唐人町 - 地行 - 西新パレス前 - 脇山口 - 祖原 - 荒江四角 - 飯倉二丁目 - 唐木 - 干隈 - 野芥一丁目 - 野芥 - 野芥三丁目 - 早良妙見西口 - 重留 - 早良営業所 - 東入部 - 早良平尾 - 仙道 - 城の原 - 脇山小学校前 - 谷口 - 一ッ田 - 椎原

2003年6月1日のダイヤ改正で、博多駅・西新行きは平日朝に片道のみの運行となり、他は早良営業所 - 椎原間のみの運行になった。2005年2月3日のダイヤ改正で博多駅行きは廃止になり、2007年3月26日のダイヤ改正で西新行きも廃止となった。
- ■□ 3
  - 博多駅交通センター - 祇園町 - 呉服町 - 土居町 - 東中洲 - 天神 - 西鉄グランドホテル前 - 赤坂門 - 大手門 - 西公園 - 唐人町 - 地行 - 西新パレス前 - 脇山口 - 祖原 - 荒江四角 - 飯倉二丁目 - 唐木 - 干隈 - 野芥一丁目 - 野芥 - 野芥三丁目 - 早良妙見西口 - 重留 - 早良営業所 - 東入部 - 早良平尾 - 平尾新町 - 内野 - 陽光台 - 古賀 - 下の畑 - 上石釜 - 水源地前 - 曲渕

2003年6月1日のダイヤ改正で廃止となり、早良営業所 - 曲渕間のみの運行となった。
- ■□ 3
  - 福大病院 - 菊池ヶ丘 - 干隈一丁目 - 野芥一丁目 - 野芥 - 野芥三丁目 - 早良妙見西口 - 重留 - 早良営業所 - 東入部 - 早良平尾 - 仙道 - 城の原 - 脇山小学校前 - 谷口 - 一ッ田 - 椎原
  - 福大病院 - 菊池ヶ丘 - 干隈一丁目 - 野芥一丁目 - 野芥 - 野芥三丁目 - 早良妙見西口 - 重留 - 早良営業所 - 東入部 - 早良平尾 - 平尾新町 - 内野 - 陽光台 - 古賀 - 下の畑 - 上石釜 - 水源地前 - 曲渕

2005年2月3日運行開始。2007年3月26日のダイヤ改正で廃止となった。
- ■ 2
  - 早良高校前→野田→城の原→仙道→早良平尾→東入部→早良営業所→重留一丁目→早寿園前→四箇田団地

平日の夕方に片道1本のみ運行されていたが、2007年3月26日改正で廃止となった。
- □ 58-1
  - 博多駅→住吉→渡辺通一丁目→薬院駅前→桜坂→泰星高校前→動物園前→薬院大通り→薬院駅前→渡辺通一丁目→住吉→博多駅

1本のみ運行していたが、2008年3月15日改正より脇山営業所では運行されなくなった。代わりにシーサイドももち線に入った。車両運用は17番の間合い運行であったため、基本的に17番の車両は全て入るようになっていた。
- ■ 直行
  - 博多駅→住吉→渡辺通一丁目→天神→（天神北）都市高速（百道）→医師会館前→福岡タワー南口TNC放送会館

平日朝に1本のみ担当していたが、2009年9月のダイヤ改正で担当が早良営業所に変更された。これまで58-1番が17番の間合いで使用されていたが、2008年3月のダイヤ改正から天神・ももちランプ経由福岡タワー行き直行に振り替えられた。博多駅始発の直行は藤崎行きで運転されるが、この脇山担当便のみは早良に移管する前から福岡タワー行きで運転されていた。現在も福岡タワー到着後は折り返し3番早良営業所行きとなる。

## 車両
- 路線車
  - 大型車は日産ディーゼルといすゞ、三菱ふそうの配置だった。全車西工B型。
  - 中型車は3番のローカル専用でいすゞのB型が2台配置されていた。営業所開設以来中型の配置が無かったが2007年3月に初めて配置された。2007年8月に日産ディーゼルのB型からいすゞのB型に置換えられた。
- 貸切車
  - 営業所近隣の送迎用として大型の三菱ふそう（西工C型）が1台配置されていた。

## 使用機器
- 運賃表示機、カードリーダー、運賃箱はレシップ製を使用した。